# Tōsandō

province del Tosandō

Tōsandō (東山道?, letteralmente, "circuito montano orientale" o "regione montana orientale") è un termine geografico giapponese. Significa sia un'antica divisione del paese che la strada principale che la attraversa. Fa parte del sistema Gokishichidō. Si trovava lungo le montagne centrali della parte settentrionale di Honshū, nella regione di Tōhoku.
Questo termine si riferisce anche a una serie di strade che collegavano le capitali (国府? Kokufu) di ciascuna delle province che componevano la regione.
La regione del Tōsandō comprende otto antiche province.
- provincia di Ōmi
- provincia di Mino
- provincia di Hida
- provincia di Shinano
- provincia di Kōzuke
- provincia di Shimotsuke
- provincia di Mutsu
- provincia di Dewa

Dopo il 711 alle precedenti provincie venne aggiunta quella di Musashi.